# George Oetelmans
George Oetelmans (Amsterdam, 6 juli 1945 – Hoorn, 23 augustus 2017) was een Nederlands voetbalscheidsrechter die in de Eredivisie floot. Hij werd bekend door een incident met Henk van Ramselaar in 1975 waarbij Van Ramselaar hem in de buik schopte wat met een schorsing van tweeënhalf jaar de langste schorsing in Nederland betekende. Oetelmans was van 1974 tot 1984 actief in het betaald voetbal. Hij stopte met fluiten vanwege een beschadigde rechterknie. In de jaren 1990 was hij voorzitter van de Belangenvereniging Scheidsrechters Betaald Voetbal (BSBV).
Tijdens een eerdere revalidatie voor dezelfde kwetsuur was hij in aanraking gekomen met atletiek. Oetelmans sloot zich aan bij de Hoornse atletiekvereniging Hollandia en volgde een cursus tot starter van atletiekwedstrijden bij de KNAU. In die functie was hij actief tot 2011. In 1992 beschadigde Oetelmans bij een ongeluk in Phuket een nekwervel. Vanwege de daaruitvolgende reumatische klachten verbleef hij sindsdien in de wintermaanden in Gambia. George Oetelmans overleed in 2017 op 72-jarige leeftijd.